# Вулиця Анатолія Лупиноса (Черкаси)
Вулиця Анатолія Лупино́са — одна з вулиць у місті Черкаси.

## Розташування
Починається від вулиці Пастерівської і простягається на південний схід до вулиці Різдвяної та ще на 100 м вглиб поля.

## Опис
Вулиця неширока, асфальтована.

## Походження назви
Вулиця утворена 1959 року і спочатку названа на честь Радянської влади — Радянська. 22 лютого 2016 року вулиця була перейменована в сучасну назву на честь Анатолія Лупиноса, українського політичного діяча та поета.

## Будівлі
Вулиця, окрім ділянки по лівому боці між вулицями Гуржіївською та В'ячеслава Чорновола, забудована приватними будинками.